# Aprilia SXR
L'Aprilia SXR è uno scooter prodotto dalla casa motociclistica italiana Aprilia dal 2020.

## Descrizione
Presentato in anteprima all'Auto Expo a Delhi nel febbraio 2020, la produzione avviene nello stabilimento Piaggio di Baramati.
L'SXR venne lanciato inizialmente nel mercato indiano nella cilindrata da 160 cm³, al quale hanno fatto seguito altre due cubature, la 50 che ha esordito ad aprile 2021 e la 125 a luglio. Tutte le motorizzazioni sono caratterizzate per avere un monocilindrico a ciclo otto a quattro tempi, di derivazione Piaggio della famiglia I-Get e omologato Euro 5, fornito di un sistema a iniezione elettronica e caratterizzato dalla distribuzione SOHC a 3 valvole. 
Il telaio è composto da una struttura monoculla in tubi di acciaio coadiuvato da elementi in lamiera stampata. All'avantreno è presente una forcella telescopica idraulica mentre al retrotreno un singolo ammortizzatore, regolabile su 5 posizioni. Il cambio è un automatico CVT a variazione continua. 
Sulla versione da 50 cm³ i cerchi sono da 12” e calzano pneumatici che misurano 120/70. Su questa motorizzazione, il propulsore eroga una coppia massima di 3,3 Nm a 6250 giri/min e una potenza di 2,4 Kw a 7000 giri/min. Il sistema frenante è costituito da un disco anteriore da 220 mm con pinza a doppio pistoncino e di un tamburo posteriore da 140 mm.
Sul mercato europeo viene importata solo la versione 50, andando a sostituire il precedente Aprilia SR Max uscito di produzione nel 2020.